# Trigonotylus caelestialium

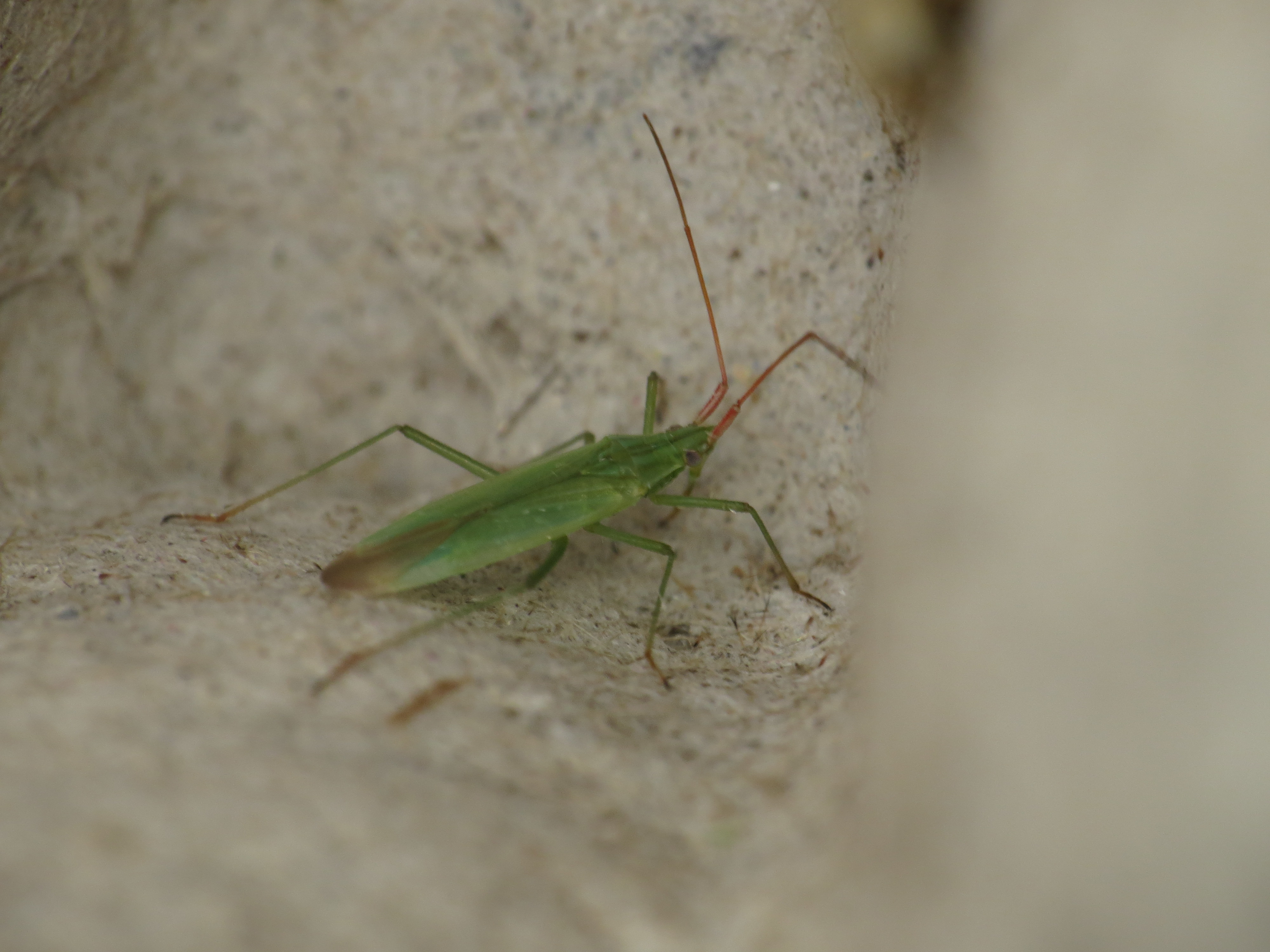
Trigonotylus caelestialium

Trigonotylus caelestialium ist eine Wanzenart aus der Familie der Weichwanzen (Miridae).

## Merkmale
Die Wanzen werden 4,5 bis 7,3 Millimeter lang. Die Arten der Gattung Trigonotylus haben einen langgestreckten Körper mit einer längs verlaufenden Furche zwischen den Facettenaugen und einem glatten, unpunktierten Pronotum. Das erste Glied ihrer Fühler trägt kurze, stachelige Härchen und ist nicht länger als der Kopf. Bei Trigonotylus caelestialium und auch Trigonotylus ruficornis ist das erste Fühlerglied großteils rot und trägt blasse Längsstreifen. Diese sind bei Trigonotylus caelestialium viel deutlicher und kontrastierter.

## Vorkommen und Lebensraum
Die Art ist holarktisch verbreitet. Erst seit wenigen Jahrzehnten wird sie eindeutig von Trigonotylus ruficornis unterschieden, sodass ältere Fundangaben nicht eindeutig zuordenbar sind. Die Art ist in ganz Europa verbreitet und tritt östlich bis Sibirien und über Zentralasien bis China, Japan und Korea sowie auch in Nordamerika auf. 
In Deutschland und Österreich tritt die Art vermutlich überall auf und ist häufig. Sie ist viel häufiger als Trigonotylus ruficornis. Besiedelt werden verschiedene offene bis halbschattige Grasgebiete von trockenen Magerrasen, Halbtrockenrasen und Dünen bis zu feuchten und nassen Mooren. An xerothermen Orten tritt sie gelegentlich gemeinsam mit Trigonotylus ruficornis auf.

## Lebensweise
Trigonotylus caelestialium lebt an verschiedenen Süßgräsern, wie etwa Gewöhnlichem Rot-Schwingel (Festuca rubra), Silbergras (Corynephorus canescens) oder Deutschem Weidelgras (Lolium perenne), tritt aber auch an vielen anderen Gattungen der Süßgräser auf. Wanzen der zweiten Generation wurden im Herbst auch auf Kali-Salzkraut (Kali turgida) beobachtet. Die Eiablage wurde an Lolch (Lolium) durch einstechen in die Halme beobachtet. In Nordamerika gilt die Art als Schädling an Getreide. In Deutschland treten überall zwei Generationen pro Jahr auf. Die Überwinterung erfolgt als Ei. Die Imagines der ersten Generation treten ab Ende Mai bis Anfang Juni auf, die Nymphen der zweiten Generation von Ende Juli bis August. Sie sind ab Mitte August adult und können bis September/Oktober beobachtet werden. Gelegentlich können auch noch im September Nymphen auftreten.

## Belege